# Gabriela de Polastron
Yolande Martine Gabrielle de Polastron, vévodkyně de Polignac (8. září 1749, Paříž – 9. prosince 1793, Vídeň) byla favoritkou Marie Antoinetty, se kterou se poprvé setkala, když byla představena v paláci ve Versailles roku 1775, rok poté, co se Marie Antoinetta stala francouzskou královnou. Byla považována za jednu z velkých krásek předrevoluční francouzské společnosti, ale pro svou extravaganci a exkluzivitu si získala mnoho nepřátel.

## Manželství a potomci
Dne 7. července 1767 se provdala za Julese de Polignac (1746–1817), kterému byl roku 1780 udělen titul vévody z Polignacu. Manželství bylo požehnáno narozením čtyř potomků, kteří se všichni dožili dospělosti:
- 1. Aglaé de Polignac (7. 5. 1768 Versailles – 30. 3. 1803 Edinburgh)[2]
⚭ 1780 Antoine-Louis-Marie de Gramont (17. 8. 1755 Versailles – 28. 8. 1836 Paříž), 8. vévoda z Gramontu od roku 1801 až do své smrti[3]
- 2. Armand Jules de Polignac (15. 1. 1771 Paříž – 1. 3. 1847 tamtéž), 2. vévoda z Polignacu[4]
⚭ 1790 Idalie Johanna von Neukirchen (26. 6. 1775 – 13. 9. 1862)[5]
- 3. Jules de Polignac (14. 5. 1780 Versailles – 2. 3. 1847 Saint-Germain-en-Laye), 3. vévoda z Polignacu, předseda vlády Francie v letech 1829–1830 a francouzský velvyslanec v Anglii v letech 1822–1828[6]
⚭ 1816 Barbara Campbell (22. 8. 1788 – 23. 5. 1819)[7]
⚭ 1824 Charlotte Parkyns de Choiseul (6. 1. 1792 – 2. 9. 1864)[8]
- 4. Camille de Polignac (27. 12. 1781 Versailles – 2. 2. 1855 Fontainebleau)[9]
⚭ 1810 Marie Charlotte Calixte Alphonsine Le Vassor de la Touche (15. 9. 1781 – 22. 6. 1861 Fontainebleau)[10]